# Oliarus opuna
Oliarus opuna är en insektsart som beskrevs av George Willis Kirkaldy 1902. Oliarus opuna ingår i släktet Oliarus och familjen kilstritar. Inga underarter finns listade i Catalogue of Life.